# Allophylus ternatus
Allophylus ternatus är en kinesträdsväxtart som först beskrevs av Forst., och fick sitt nu gällande namn av Ludwig Radlkofer. Allophylus ternatus ingår i släktet Allophylus och familjen kinesträdsväxter. Inga underarter finns listade i Catalogue of Life.